# 24h Berlin – Ein Tag im Leben
24h Berlin – Ein Tag im Leben ist eine 24-stündige Fernsehdokumentation über Berlin und seine Bewohner. Sie berichtet in Echtzeit vom Alltag von mehr als 50 Protagonisten aus den verschiedensten Berufen, sozialen Klassen, Religionen und Ethnien. Die Dreharbeiten fanden am 5. und 6. September 2008 statt, die Erstausstrahlung war am 5. und 6. September 2009. Für die Idee und die Gesamtregie war Volker Heise verantwortlich.

## Produktion
Die Vorbereitungen liefen über drei Jahre und es wurden rund 500 Menschen gecastet. 80 Drehteams mit insgesamt 316 Mitarbeitern begannen am Freitag, dem 5. September 2008, um 6:00 Uhr morgens die Dreharbeiten. Gedreht wurde in allen Stadtteilen Berlins bis 6:00 Uhr morgens des darauf folgenden Tages. Dabei entstanden 750 Stunden Filmmaterial, welches von einem zehnköpfigen Schnitt-Team knapp ein Jahr lang bearbeitet wurde.
Zu den beteiligten Filmteams gehören die Regisseure Brigitte Bertele, Arpad Bondy, Thomas Heise, Romuald Karmakar, Volker Koepp, Elfi Mikesch, Rosa von Praunheim, Andres Veiel, Andreas Voigt und Dominik Wessely sowie die Kameraleute Frank Griebe, Benedict Neuenfels und Thomas Plenert. Zu den bekanntesten Protagonisten zählen Daniel Barenboim, Thomas de Maizière, Kai Diekmann, Gerd Harry Lybke, Werner Sonne, Ricardo Villalobos, Paul van Dyk, Sasha Waltz und Klaus Wowereit.

## Aufbau
Die Dokumentation ist unterteilt in 20- bis 30-minütige Abschnitte. Die Geschichten der Protagonisten ziehen sich jeweils über mehrere Stunden hinweg, in manchen Fällen durch den ganzen Tag und die Nacht. Die einzelnen Erzählstränge wechseln sich gegenseitig ab und kehren immer wieder zu einzelnen Protagonisten zurück. Dazwischen eingefügt sind Befragungen von Passanten zu unterschiedlichen Themen sowie von Berlinern eingeschickte Filme. Die Handlung wird immer von einem Kommentar begleitet, der nebenbei auch geographische und infrastrukturelle Daten von Berlin erläutert.

## Veröffentlichungen
Die Erstausstrahlung erfolgte gleichzeitig durch mehrere europäische Fernsehsender. In Deutschland waren dies die an der Produktion beteiligten Sender ARTE und rbb Fernsehen. Angeschlossen waren Holland Doc 24 (Niederlande) und YLE Teema (Finnland). Die vollen 24 Stunden wurden genau ein Jahr nach der Aufnahme, am 5. September 2009 ab 6 Uhr in Echtzeit gesendet: Die Uhrzeit der jeweiligen Handlung entsprach der realen Sendezeit.
Das rbb Fernsehen zeigte in der folgenden Woche eine Wiederholung in sechs vierstündigen Teilen im Nachtprogramm. Seit November 2009 zeigten mehrere Sender eine 110-minütige Filmversion der Dokumentation unter dem Titel 24h Berlin – Der Film.
Ebenfalls seit November 2009 ist die komplette Dokumentation mit Hintergrundinformationen als Box mit acht DVDs erhältlich.
2012 veröffentlichte die Deutsche Kinemathek ein Online-Archiv zu 24h Berlin. Unter dem Motto First we take Berlin wird das rund 750-stündige Rohmaterial aus dem Jahr 2008 auf einer Website präsentiert.

## Kritiken
Für Ursula März von Zeit online ist der Film ein „einzigartiges Projekt der deutschen Fernsehgeschichte, ein Projekt von guinnessrekordartigem Format“. Sie lobt die „Einführung jener Form der Neugier, die der intimitätsversessene vulgäre Voyeurismus der Boulevardmedien und des Trashfernsehens fast vergessen ließ: emphatisch teilnehmende, in jeder Sekunde respektvolle, Würde bewahrende und deshalb poesiefähige Betrachtung.“ Das Ergebnis sei „einfach sagenhaft unterhaltsam“.
Christiane Peitz beklagt im Tagesspiegel, die Handschriften der Regisseure fielen „dem digital glattgebügelten Einheitslook zum Opfer“. „Erkenntnis, auch Neugier, braucht Geduld. ‚24h Berlin‘ bietet das Gegenteil: die in bits und pieces zerstückelte Stadt, den durchformatierten Tag. Was den Film zusammenhält, ist einzig die Off-Stimme, die mengenweise Berlin-Zahlen […] verkündet und derart viele Binsenweisheiten von sich gibt, dass einen der Verdacht beschleicht, die Sender hätten ein entweder restlos verblödetes oder außerirdisches Publikum im Sinn.“
Christian Buß nennt die Sendung in Spiegel online „eine Art anthropologisches Archiv“. Es sei der „bislang monströseste Versuch, dem kontinuierlichen Kommen und Vergehen ein Schnippchen zu schlagen.“ Weiter lobt er: „Beachtlich, wie Heise […] extrem viele Einzelschicksale aus der Masse des Materials und aus der Anonymität der Großstadt destilliert hat.“
Torsten Körner schreibt in der Funk Korrespondenz vom 18. September 2009: „Als Schule des Sehens hat ‚24h Berlin‘ den Zuschauer ermuntert, das eigene Leben, aber auch das eigene Programm genauer anzuschauen, denn indem der Langfilm alle gängigen Formate sprengte, machte er deutlich, wie eingegrenzt und überschaubar das alltägliche Fernsehprogramm ist. Und das ist die Crux: Dieser Film hat den Alltag gesprengt, indem er radikal in den Alltag eingetaucht ist. […] „24h Berlin“ ist ein Rettungsring im Meer des Fernsehens, etwas, woran wir uns festhalten können. „24h Berlin“ ist ein medialer Imperativ, den Medien und damit auch dem Fernsehen zu misstrauen, wenn es sich nicht zutraut, uns retten zu können. Da, wo uns das Fernsehen nichts schenkt, keine echte Empfindung oder Erkenntnis, sollten wir besser abschalten. Und so ist ‚24h Berlin‘ auch die längste Fernsehkritik aller Zeiten.“
Fritz Wolf stellt in epd medien, Ausgabe 71/2009 fest: „Man kann sehen, dass das geglückte Projekt ‚24h Berlin‘ viel mehr ist als ein Spiegel, in dem das Fernsehen reales Leben abkupfert. Man kann es verstehen als einen mit großer Kunstfertigkeit umgesetzten Versuch, dem allgemeinen Verschwinden des Realen aus den Medien noch einmal etwas Handfestes und Glaubhaftes entgegenzusetzen, ehe die Avatare von Twinity unser Bild- und Weltwissen besetzen.“

## Auszeichnungen
24h Berlin – Ein Tag im Leben war für den Adolf-Grimme-Preis 2010 in der Kategorie Information & Kultur/Serien & Mehrteiler nominiert. Zusätzlich waren Volker Heise (Idee und Regie) und Thomas Kufus (Produktion) für den Spezialpreis des Adolf-Grimme-Preises nominiert. Am 21. Mai 2010 erhielten Thomas Kufus und Volker Heise für das Projekt den Bayerischen Fernsehpreis.
2010 wurde Volker Heise für 24h Berlin mit dem Robert-Geisendörfer-Preis (Sonderpreis) ausgezeichnet. Volker Heise und Thomas Kufus erhielten für die Entwicklung und Produktion von 24h Berlin auch den Deutschen Fernsehpreis 2010 in der Kategorie Besondere Leistung Information.